# Гороховщино
Гороховщино — село в Нижнеломовском районе Пензенской области России. Входит в состав Голицынского сельсовета.

## География
Село находится в северо-западной части Пензенской области, в пределах Керенско-Чембарской возвышенности, в лесостепной зоне, на берегах реки Керки, на расстоянии примерно 21 километра (по прямой) к северо-востоку от города Нижний Ломов, административного центра района. Абсолютная высота — 166 метров над уровнем моря.

### Климат
Климат характеризуется как умеренно континентальный, с холодной продолжительной зимой и тёплым летом. Средняя температура воздуха самого тёплого месяца (июля) — 19,1 — 19,5 °C; самого холодного (января) — −13,3 — −11,3 °C. Продолжительность безморозного периода 125—144 дней. Период активной вегетации длится около 141 дня. Среднегодовое количество атмосферных осадков составляет 520 мм, из которых большая часть выпадает в тёплый период. Снежный покров устанавливается в конце ноября и держится в течение 140 дней.

### Часовой пояс
Село Гороховщино, как и вся Пензенская область, находится в часовой зоне МСК (московское время). Смещение применяемого времени относительно UTC составляет +3:00.

## Население
| 1710  | 1795 | 1864 | 1877 | 1897 | 1911 | 1926 |
| ----- | ---- | ---- | ---- | ---- | ---- | ---- |
| 205   | ↗508 | ↗678 | ↗768 | ↗882 | ↗952 | ↗986 |
| 1930  | 1939 | 1959 | 1979 | 1989 | 1996 | 2002 |
| ↗1028 | ↘797 | ↘439 | ↘272 | ↘153 | ↘112 | ↘77  |
| 2010  |      |      |      |      |      |      |
| ↘52   |      |      |      |      |      |      |

### Национальный состав
Согласно результатам переписи 2002 года, в национальной структуре населения русские составляли 99 % из 77 чел.